# Bodens artilleriregemente
Bodens artilleriregemente (A 8) är ett artilleriförband inom svenska armén som verkat i olika former åren 1919–2004 och återigen från 2022. Förbandsledningen är förlagd i Bodens garnison i Boden.

## Historia

### Bildandet
Bodens artilleriregemente bildades den 10 september 1919 genom att Boden-Karlsborgs artilleriregemente (A 8) delades till två regementen. Bataljonen tillhörande Karlsborgs fästning bildade Karlsborgs artillerikår (A 10), medan bataljonen tillhörande Bodens fästning bildade Bodens artilleriregemente (A 8). Inför försvarsbeslutet 1925 föreslogs att Bodens artilleriregemente skulle organiseras på tre bataljoner om vardera två fästningsartillerikompanier. Två bataljoner avsågs för det fasta fästningsartilleriet och en bataljon för den rörliga bestyckningen. Denna organisation skulle även bibehållas under repetitionsövningarna, så att fortens batterier skulle kunna erhålla en viss permanent bemanning. Vidare skulle den rörliga bataljonen även bli helt motoriserad. Den 1 juli 1937 tillfördes till regementet ett luftvärnskompani, vilket senare kom att överföras till Luleå luftvärnskår (Lv 7).

### 1948 års försvarsbeslut
Efter andra världskriget var tanken att det svenska försvaret skulle nedrustas, vilket inför försvarsbeslutet 1948 framgick i försvarskommitténs betänkande från 1945, där det bland annat föreslogs att Norrbottens artillerikår (A 5) skulle sammanslås med Bodens artilleriregemente (A 8). Istället för en avkylning av det säkerhetspolitiska läget i Europa efter kriget, inleddes en ny säkerhetspolitik genom Kalla kriget, vilket kan sägas inleddes genom Pragkuppen. Pragkuppen fick försvarsministern att istället förespråka en förstärkning av försvaret. I december 1947 föll försvarskommitténs förslag och istället beslutades det om en förstärkning. Dock antog riksdagen försvarskommitténs förslag, vilket i praktiken betydde att Norrbottens artillerikår upplöstes den 30 juni 1951 uppgick i Bodens artilleriregemente. Från den 1 juli 1951 tillkom artilleridivisionen från Norrbottens artillerikår (A 5). Ursprungligen var Bodens artilleriregemente ett fästningsartilleriregemente, men kom mer och mer att utvecklas till ett rörligt artilleriregemente. Bland annat genom den artilleridivision som tillfördes från Norrbottens artillerikår. Under 1960-talet kom regementet, som enda förband i Sverige, tillföras 26 vagnar av Bandkanon 1.

### 1974 års regeringsform
I samband med att 1974 års regeringsform trädde i kraft den 1 januari 1975, ändrades namnet från Kungliga Bodens artilleriregemente till enbart Bodens artilleriregemente. Samtidigt fråntogs Konungen den formella rollen som högste befälhavare för krigsmakten, vilket även kom att gälla rollen som förbandschef över gardesförbanden.

### OLLI-reformen
I samband med OLLI-reformen, vilken genomfördes inom försvaret åren 1973–1975, sammanslogs Bodens artilleriregemente (A 8) med Bodens försvarsområde (Fo 63) och bildade den 1 juli 1975 försvarsområdesregementet A 8/Fo 63. Detta medförde att Bodens artilleriregemente blev ett A-förband (försvarsområdesregemente) och övriga förband inom försvarsområdet blev B-förband (utbildningsförband). Inom ett försvarsområde hade A-förbanden det samlade mobiliserings- och materialansvaret. Unikt för Bodens artilleriregemente var att man tillsammans med Upplands regemente (S 1/Fo 47) och Livgardets dragoner (K 1/Fo 44) var ett försvarsområdesregemente. Normalt var de brigaduppsättande regementena försvarsområdesregemente.

### Försvarsbesluten
Den 1 juli 1994 avskildes försvarsområdesstaben från regementet och Bodens artilleriregemente blev då ett B-förband. Försvarsområdesstaben bildade i sin tur ett självständigt förband under namnet Bodens försvarsområde (Fo 63). Genom försvarsbeslutet 1996 avvecklades Norrlands artilleriregemente (A 4) den 31 december 1997. I traditionshänseende sammanslogs Bodens artilleriregemente (A 8) med det avvecklade Norrlands artilleriregemente (A 4), vilket manifesterades vid en ceremoni den 31 december 1997 och från den 1 januari 1998 antogs namnet Norrlands artilleriregemente (A 8). Vidare tillfördes två artilleribataljoner från A 4.

### Regementet läggs ner...
Genom försvarsbeslutet 2000 ansåg regeringen att endast fyra artilleribataljoner behövdes i den framtida insatsorganisationen. Vad som stod helt klart inför försvarsbeslutet var att Wendes artilleriregemente (A 3) och Gotlands artilleriregemente (A 7) skulle avvecklas, vilket regemente som skulle behållas i den framtida insatsorganisationen stod mellan Norrlands artilleriregemente (A 8) och Bergslagens artilleriregemente (A 9). Det som talade för att behålla A 8 var direkta närheten till övnings- och skjutfält, samt en möjlig garnisonssamordning och samverkan med främst Norrbottens regemente och Norrbottensbrigaden (MekB 19). Det som talade för en avveckling var stora avstånd och begränsade möjligheter att samöva med huvuddelen av markstridskrafterna och skolor för officersutbildning. Det som talade för att behålla A 9 i Kristinehamn var närheten till Älvdalens skjutfält samt möjligheten till samövning med ett stort antal förband i södra och mellersta Sverige, men även att Kristinehamn redan utgjorde ett kompetenscentrum för artillerifunktionen genom Artilleriets stridsskola (ArtSS) som redan var lokaliserad till Kristinehamn. Regeringen valde därmed att föreslå en avveckling av Norrlands artilleriregemente (A 8). Men i samma förslag ansåg regeringen att det var viktigt artilleriförbanden även ges vinterförmåga. Därmed skulle en artilleribataljon behållas i Boden och inordnas under Norrbottens regemente (I 19). Den 30 juni 2000 avvecklades Norrlands artilleriregemente som ett självständigt förband. Från den 1 juli 2000 inordnades artilleribataljonen som en utbildningsbataljon i Norrbottens regemente (I 19). Den nya bataljonen antog namnet Norrlands artilleribataljon (Artbat/I 19). Bataljonen bestod av en bataljonsstab, ett artillerikompani och ett stabskompani. Verksamheten vid artilleribataljonen skulle enligt försvarsbeslutet i möjligaste mån vara en spegelbild av Artilleriregementet (A 9) fast i mindre skala. Den nya artilleribataljonen kom att bestå av tolv fordonsdragna Haubits 77B. Bandkanon 1 antogs aldrig i den nya insatsorganisationen, utan ingick endast i ett demonstratorkompani från 2000 och började därefter fasas ut, för att vara helt avvecklat 2003.
Genom försvarsbeslutet 2004 beslutades att artilleriregementsstaben skulle avvecklas samt att insatsorganisationen skulle reduceras med tre artilleribataljoner 77B och att endast en geografisk plats skulle behållas för utbildning av artilleri. I insatsorganisationen skulle en haubitsbataljon 77B vidmakthålls i låg beredskap, samt att haubitsbataljon 77BD organiseras tidigast 2010. I regeringens avvägning gällande framtidens artilleri, ansåg man att Kristinehamn hade en begränsad verksamhet på en ort. Kristinehamn hade således begränsade möjligheter till samövning med andra funktioner inom arméstridskrafterna. Gällande Boden ansåg regeringen att den platsen hade en lämpligare infrastruktur och generell kompetens för artilleriutbildning. Vidare var Boden med Norrbottens regemente (I 19) integrerad plattform med utbildning av flera funktioner, samt hade en närhet till Norrbottens flygflottilj (F 21) i Luleå. Vidare ansågs att lokalisera artilleriet till Boden skulle säkra truppslagets subarktisk förmåga. Därmed föreslog regeringen för riksdagen i sin proposition 2004/05:5 att Artilleriregementet skulle omlokaliseras från Kristinehamn till Boden. Vidare skulle artilleribataljonen vid Norrbottens regemente (I 19) avvecklas och inordnas i Artilleriregementet. Den 31 december 2004 avvecklades bataljonen, från och med 1 januari 2005 övergick bataljonen till en avvecklingsorganisation fram till dess att avvecklingen skulle vara slutförd senast den 30 juni 2006. Den 23 maj 2005 genomfördes en gemensam avvecklingsceremoni för de bataljoner i Boden som berördes av försvarsbeslutet, ceremonin hölls på Norrbottens regementes kaserngård. Den 20 december 2005 marscherade artilleribataljonen symboliskt in på det nya kasernområdet. Från den 1 januari 2006 övergick artilleribataljonen till att vara en del av Artilleriregementet (A 9) i Boden.

### ... och återetableras
Den 14 maj 2019 överlämnade försvarsberedningen sin slutrapport till regeringen, där man föreslog hur det militära försvaret skulle utvecklas åren 2021–2025. Försvarsberedningen föreslog bland annat att artilleriutbildning skulle etableras i Kristinehamn och i Villingsberg. Försvarsmakten gjorde en analys av försvarsberedningens slutrapport "Värnkraft", där även Försvarsmakten föreslog att artilleriutbildning skulle utökas. Dock ansåg Försvarsmakten att Skövde garnison med Villingsbergs skjutfält skulle ligga som grund för utbildning av artilleriförband i södra Sverige. Det vill säga Försvarsmakten delade inte Försvarsberedningen syn på att återetablera artilleriet i Kristinehamn. Den 7 juli 2020 meddelade regeringen att man begärde in kompletterande budgetunderlag för 2021 från Försvarsmakten. I uppdraget skulle Försvarsmakten justera budgetunderlaget för 2021, med bland annat att en divisionsartilleribataljon med eldrörsartilleri skulle förläggas från 2021 till Kristinehamn och Villingsberg. Kristinehamn pekades ut som utbildningsort och Villingsberg som skjutfält. Regeringens mål var att etableringen påbörjas i perioden 2021–2025 och nå full kapacitet innan 2030. Den 17 juli 2020 svarade Försvarsmakten på regeringens uppdrag, där man gällande grundorganisationen föreslog att förlägga artilleriutbildningen helt till Villingsberg, framför en delad förläggning med Kristinehamn, då Villingsberg till stora delar redan har en befintlig infrastruktur, skjutfält, förläggningsplatser och utbildningslokaler som kan motsvara utbildningens omfattning. I Kristinehamn föreligger risker kring miljötillstånd avseende skjut- och övningsverksamhet samt att det tidigare garnisonsområdet ägs av privat aktör och därmed används för andra ändamål. I det fall en etablering i Kristinehamn ska genomföras, ansåg Försvarsmakten att ett realiserbart förslag först måste konkretiseras, vilket de själva kan redovisa inför budgetunderlaget 2022.
Inför försvarsbeslutet 2020 presenterade regeringen den 12 oktober 2020 en överenskommelse om att från 2021 återetablera Bergslagens artilleriregemente (A 9) i Kristinehamn med Villingsberg som skjutfält, för att utbilda två till tre artilleribataljoner för bland annat brigaderna i södra Sverige. Bergslagens artilleriregemente föreslogs av regeringen påbörja återetableringen åren 2021–2025, för att nå full kapacitet under åren 2026–2030. Vidare föreslogs att Artilleriregementet i Boden skulle benämnas Bodens artilleriregemente (A 8).
2020 års försvarsbeslut innebar dock att Artilleriregementet delas i två regementen. Det ena återetableras i Kristinehamn med oförändrat traditionsansvar under det nygamla namnet Bergslagens artilleriregemente (A 9). Det andra regementet återtar namnet Bodens artilleriregemente (A 8) med oförändrat traditionsansvar från det äldre regementet från 1919. Artilleriregementet kom därmed att upplösas den 31 december 2021 och den 1 januari 2022 återetablerades Bodens artilleriregemente.

## Verksamhet

### Utbildning
Fram till 2000 utbildade regementet tre olika förbandstyper, fördelningskanonbataljoner, fördelningshaubitsbataljoner och Norrlands (Mek-)haubitsbataljoner, fördelade på Fältjägarbrigaden (NB 5), Ångermanlandsbrigaden (NB 21) och Norrbottens regemente och Norrbottensbrigaden (MekB 19). Efter att regementet återetablerades kom regementet bestå av en regementsstab, artilleribataljonen och Artilleriets stridsskola. Artilleribataljonen utbildar och leder regementets krigsförband, de två artilleribataljonerna samt ansvarar för all grundutbildning av rekryter. Artilleriets stridsskola utbildar officerare och specialister, utvecklar materiel och metoder samt följer upp indirekt bekämpning inom Försvarsmakten.
Hösten 2019 påbörjade Artilleriregementet (A 9) tillsammans med Skaraborgs regemente (P 4) att utarbeta ett förslag med att starta upp artilleriutbildning i Skövde garnison, för att sedan flytta till Villingsberg eller Kristinehamn, beroende på vilket riksdagen beslutade om. Våren 2021 tillkom Archer-instruktörer från Boden och sommaren 2021 påbörjades den första artilleriutbildningen av värnpliktiga vid artilleridetachementet i Skövde. Utbildningen av artillerister gjordes vid det nystartade Noraskogs kompani, med major Daniel Lagrell som chef. Kompaniet bestod av ett reducerat pjäskompani med en pjäspluton samt en stab- och trosspluton om totalt 44 värnpliktiga. Hösten 2021 tillfördes de första Archer-pjäser till artilleridetachementet.

### 91.artilleribataljonen
91. artilleribataljonen (91. artbat) är en markstridsbataljon som organiserades vid Artilleriregementet under åren 2010 och 2014, och består av cirka 350 anställda soldater, övriga kontrakterade. Bataljonen består av fem kompanier, ett stab- och trosskompani, ett sensorkompani och tre pjäskompanier som vardera består av fyra pjäser. Bataljonen kommer successivt tillföras det nya artillerisystemet ARCHER, och kommer att vara specialiserade på indirekt bekämpning med artilleri, granatkastare eller markunderstödsflyg.

### 92.artilleribataljonen
92. artilleribataljonen (92. artbat) är en markstridsbataljon och är likformig med 91. artilleribataljonen, soldaterna kommer att vara kontrakterade, det vill säga tidvis tjänstgörande.

### Artilleriets stridsskola
Artilleriets stridsskola (ArtSS) är en fack- och funktionsskola som verkat i olika former sedan 1942. Artilleriets stridsskola har som uppgift att utbilda officerare och blivande officerare till artilleriet. Vidare har skolan som ansvar för att utbilda, vidmakthålla och utveckla förband och vapensystem inom artilleriet.

## Förläggningar och övningsplatser
År 1904 stod kasernetablissementet vid Åbergsleden färdigt och bestod då av två norra och södra kasernerna flankerade på varsin sida om kanslihuset. Kasernerna uppfördes efter fortifikationens typritningar, dock med avsteget att de av fortifikatoriska skäl, uppfördes i tre våningar. I vinkel till den norra kasernen uppfördes en befäls- och kadettkasern. Åren 1906–1908 delades kasernetablissementet med ingenjörtrupperna, där artilleriet var förlagt till den södra kasernen. År 1908 flyttade ingenjörtrupperna till sitt då färdiga kasernetablissement på Kårbacken. År 1940 uppfördes en till kasern, i linje med de två ursprungliga kasernerna, vilken hade fått sin grund lagd redan 1919. I samband med att regementet fick ett utökat mobiliseringsansvar genom OLLI-reformen uppfördes under mitten av 1970-talet ett nytt truppserviceförråd. År 1980 togs en ny stabsbyggnad i bruk för försvarsområdesstaben samt en ny officersmäss och matsal, vilka båda är uppförda mellan älven och de ursprungliga kasernerna. I samband med att regementet reducerades till att endast omfatta en artilleribataljon, så förlades den till en av kasernerna inom samma kasernetablissementet som Norrbottens regemente. Bataljonsledningen för artilleribataljonen samlokaliserades i den så kallade sjukhuskasernen med övriga bataljonsledningar inom Norrbottens regemente. Kvar blev en mindre administrativ enhet ur FMLOG i kanslihuset.
Den 20 december 2005 marscherade Norrlands artilleribataljon symboliskt in på sitt nya kasernetablissement på Sveavägen. Detta i samband med att bataljonen uppgick i Artilleriregementet, vilket hade från den 31 december 2005 omlokaliserats från Kristinehamn till Sveavägen i Boden. Efter att artilleriet lämnade kasernetablissementet på Åbergsleden kvarstod viss verksamhet med anknytning till försvaret, då Försvarsmuseum Boden sommaren 2006 flyttade in i den före detta befäls-/kadettkasernen och gymnastikhallen, vilka har sammanbyggts. Mäss och matsalsbyggnaden övertogs av ett privatföretag. Den södra kasernen övertogs 2015 av en buddhistisk förening och har idag ett tempel med fest- och samlingslokal i kasernen. När Bodens artilleriregemente återetablerades den 1 januari 2022, övertogs det kasernetablissement på Sveavägen som Artilleriregementet varit förlagda på. Kasernetablissementet uppfördes ursprungligen till det planerade Norrbottens kavallerikår, men har senare hyst förband som Norrbottens artillerikår, 3. skvadronen ur Norrlands dragonregemente, Norrlands signalbataljon och Artilleriregementet.

### Vapensystem
Det för regementet unika vapensystemet Bandkanon 1 C upptogs inte i 2000-talets insatsförsvar och endast haubitsbataljoner utbildades (fälthaub 77B). Från att regementet återetablerades 2022 kom dess huvudsystem att utgöras av Artillerisystem 08, mer känt som Artillerisystem Archer.

## Heraldik och traditioner
| Minnesmedaljer instiftade vid regementet och bataljonen. |  | Minnesmedaljer instiftade vid regementet och bataljonen. |
| Minnesmedaljer instiftade vid regementet och bataljonen. |  |                                                          |

Bodens artilleriregementes heraldiska vapen är "I fält av silver en genomgående, röd krenelerad mur med porttorn. Skölden lagd över två svarta kanoneldrör i kors." Skölden motsvarar således Bodens kommunvapen. Bodens artilleriregemente hörde till de få regementen som delade vapen med en stad.
Namn och benämning på de förband och staber som finns och funnits i Bodens garnison har reglerats efter anknytning till Bodens fästning. Bodens artilleriregemente, Bodens försvarsområde och Bodens ingenjörkår är de tre förband som hade anknytning till fästningen och fick därmed uppkallas efter staden. Övriga förband var ämnade att försvara länet eller landsdelen, det vill säga Norrbottens län respektive Norrland, vilka då uppkallats efter länet eller landsdelen, till exempel Norrbottens pansarbataljon eller Norrlands signalbataljon.
I samband med att Artilleriregementet delas i två regementen, så kom artilleriregementet i Boden återta namnet Bodens artilleriregemente (A 8) med oförändrat traditionsansvar från det Bodens artilleriregemente som bilades 1919, samt även återta det heraldiska vapen. Att regementet åren 1998–2000 benämndes Norrlands artilleriregemente (A 8) ansågs ur traditionshänseende som ointressant. Onsdag den 12 januari 2022 uppmärksammades återetableringen av Bodens artilleriregemente.

### Förbandsstandar
Den 16 juni 1938 mottog regementet sitt standar, vilken överlämnades av kung Gustav V. Den 28 april 1951 övertog regementet standaret för Norrbottens artillerikår (A 5). Och från den 1 januari 1998 förde regementet även vidare namnet och standaret för Norrlands artilleriregemente (A 4). Från den 1 juli 2000 fördes standaren vidare av Norrlands artilleribataljon. I samband med att Norrlands artilleribataljon uppgick i Artilleriregementet (A 9), kom Artilleriregementet att överta traditionerna för Norrlands artilleriregemente (A 4) och Bodens artilleriregemente (A 8).

### Kamratförening
Vid Bodens artilleriregemente finns kamratföreningen Bodenartilleristen, vilken är en försvarsmaktsansluten ideell förening och öppen för alla som vill vidmakthålla och utveckla samhörigheten mellan människor med anknytning till det svenska artilleriet, vidare vårdar föreningen förbandets minne och traditioner. Till kamratföreningen finns bland annat traditionsgruppen pjäs och motor, som disponerar fyra uppvisningsenheter samt ett antal motorfordon.

### Utmärkelsetecken
År 1989 instiftades Bodens artilleriregementes hedersmedalj i guld (BodensartregGM). Och i samband med avvecklingen av regementet som ett självständigt förband, instiftades 2000 Norrlands artilleriregementes minnesmedalj (NorrlartregMM). Vid avvecklingen av Norrlands artilleribataljon instiftades Minnesmedalj Norrlands artilleribataljon vid Norrbottens regemente (NorrlMSM).

## Förbandschefer
Nedan anges förbandschefer åren 1919–2000. Åren 1919–1994 samt 1994–2000 och från 2022 tituleras förbandschefen som regementschef och hade tjänstegraden överste. Åren 1975–1994 var regementschefen även kommendant i Boden samt försvarsområdesbefälhavare och hade tjänstegraden överste av 1:a graden. Åren 2000–2005 var chefen övertelöjtnant och betitlades bataljonschef. År 2023 återinfördes befattningen artilleriinspektör för truppslaget. Artilleriinspektören är tillika chef för Bodens artilleriregemente, som därmed också ett sammanhållande ansvar för funktionens utveckling inom hela armén.

- 1919–1922: Sixten Schmidt
- 1922–1926: Axel Lyström
- 1926–1930: Oscar Osterman
- 1930–1935: Axel Lagerfelt
- 1935–1938: Sune Bergelin
- 1938–1942: Folke Ericsson
- 1942–1946: Axel Philipson
- 1946–1951: Ivan Walter Thorson
- 1951–1955: Fredrik Hård af Segerstad
- 1955–1959: Sven Esaias Sandahl
- 1959–1964: Carl Gustaf Dahlberg
- 1964–1966: Olle von Sydow
- 1966–1968: Karl-Gösta Lundmark
- 1968–1969: Bengt Liljestrand
- 1969–1973: Bertil Malgerud
- 1973–1975: Nils Landergren
- 1975–1980: Sven Skeppstedt
- 1980–1983: Reinhold Lahti
- 1983–1992: Thure Wadenholt
- 1993–1994: Göran Honkamaa
- 1994–1997: Jan Frank
- 1997–2000: Torsten Gerhardsson
- 2000–2002: Kennet Eriksson
- 2003–2004: Johnny Börjesson
- 2004–2005: Anders Callert
- 2005–2021: Ej aktivt
- 2022–2023: Överste Magnus Ståhl [g]
- 2023–20xx: Överste Stephan Sjöberg [h]

## Namn, beteckning och förläggningsort
| Kungl. Bodens artilleribataljon  | 1906-09-01 | – | 1919-09-09 |
| Kungl. Bodens artilleriregemente | 1919-09-10 | – | 1974-12-31 |
| Bodens artilleriregemente        | 1975-01-01 | – | 1997-12-31 |
| Norrlands artilleriregemente     | 1998-01-01 | – | 2000-06-30 |
| Norrlands artilleribataljon      | 2000-07-01 | – | 2004-12-31 |
| Avvecklingsorganisation          | 2005-01-01 | – | 2005-12-31 |
| Bodens artilleriregemente        | 2022-01-01 | – |            |

| A 8 B       | 1906-09-01 | – | 1919-09-09 |
| A 8         | 1919-09-10 | – | 1975-06-30 |
| A 8/Fo 63   | 1975-07-01 | – | 1994-06-30 |
| A 8         | 1994-07-01 | – | 2000-06-30 |
| Artbat/I 19 | 2000-07-01 | – | 2005-12-31 |
| A 8         | 2022-01-01 | – |            |

| Bodens garnison/Åbergsleden (F) | 1906-09-01 | – | 2005-12-31 |
| Bodens garnison/Sveavägen (F)   | 2022-01-01 | – |            |

## Galleri

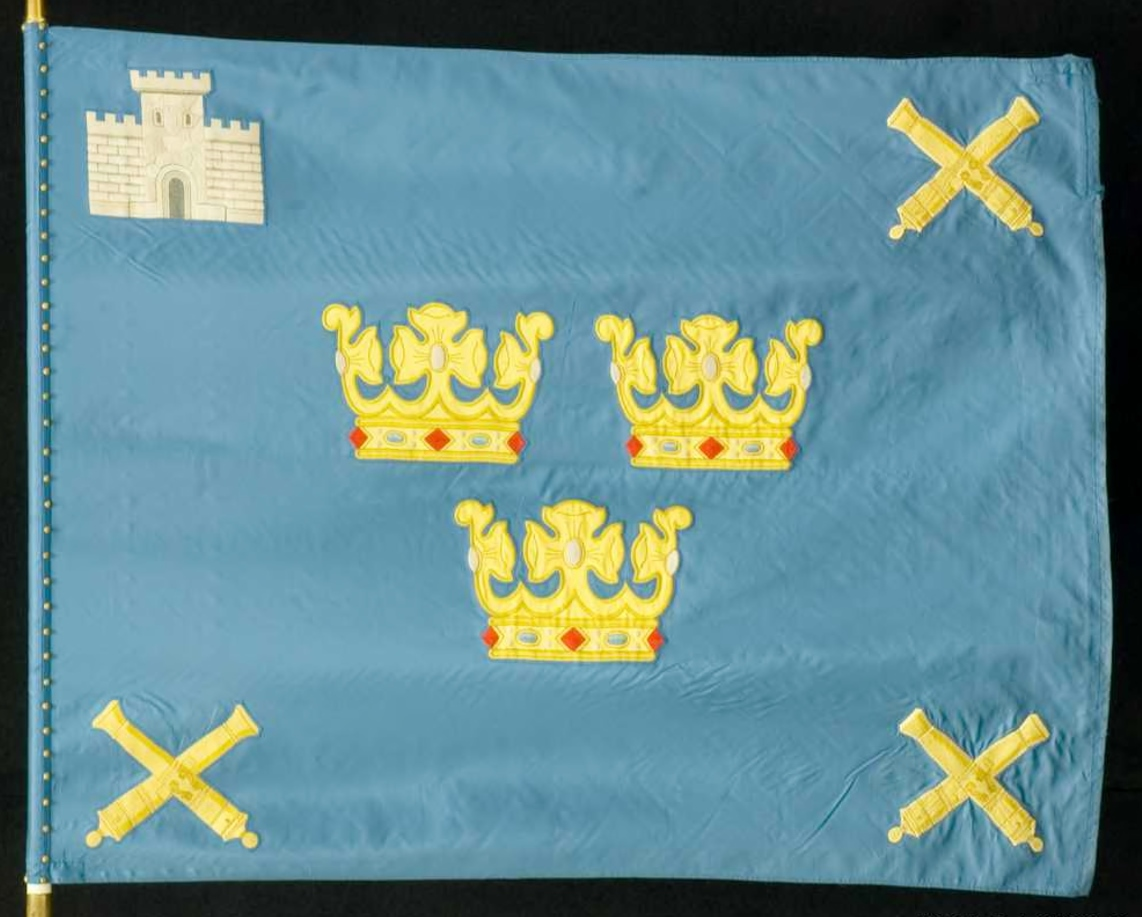
Förbandsfana m/1938
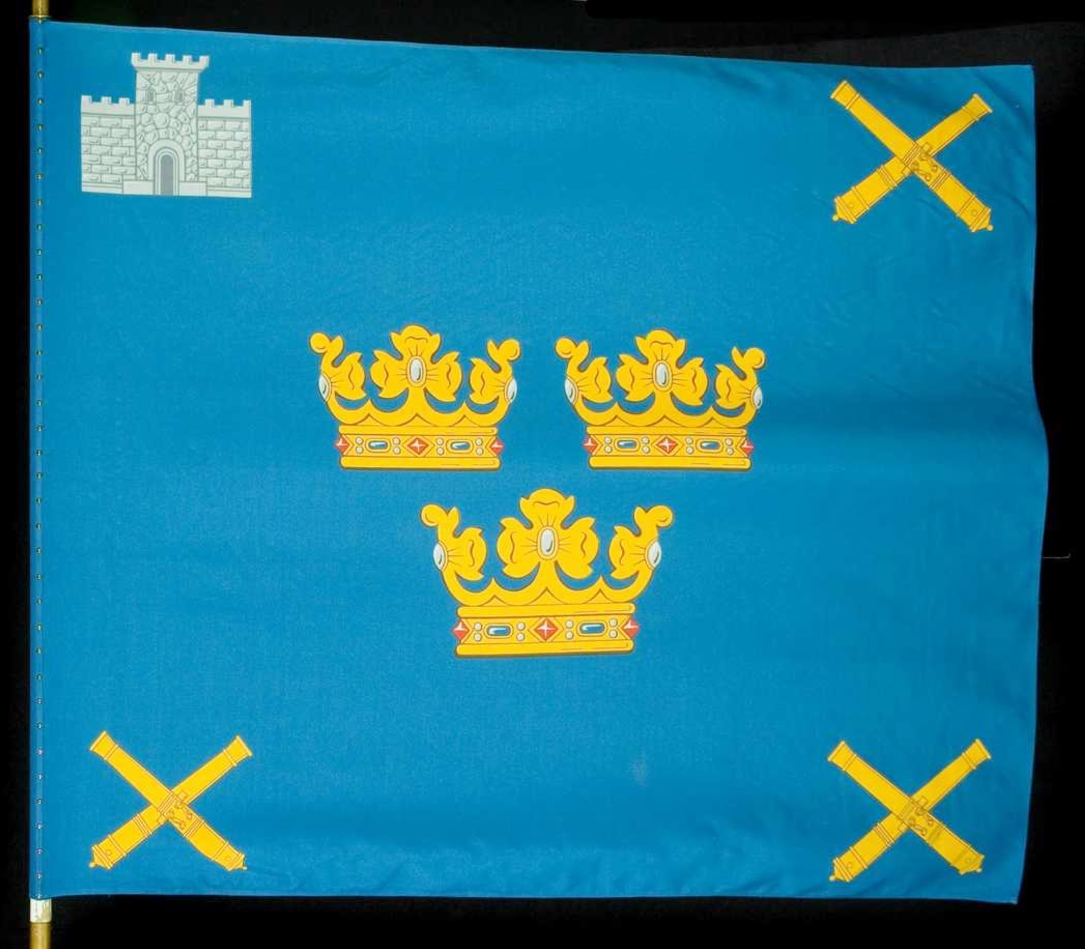
Förbandsfana m/1975
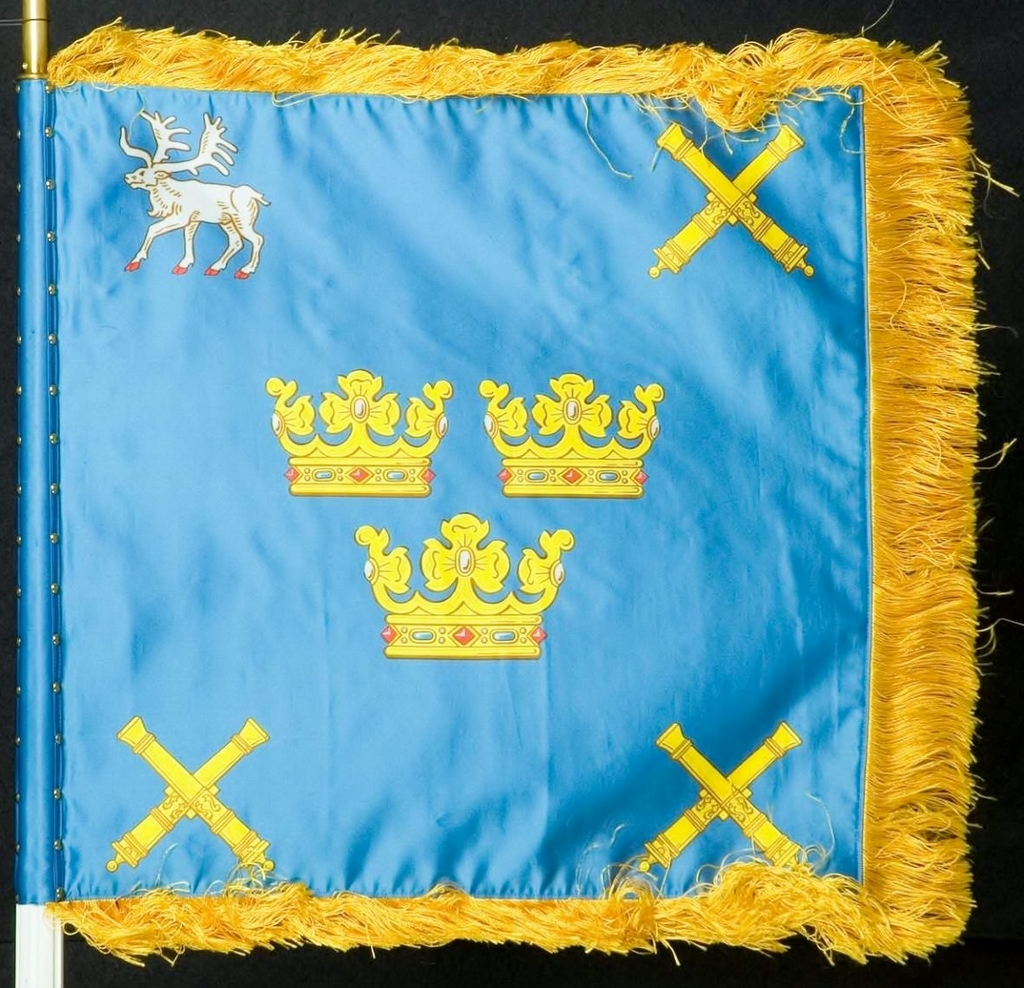
Vaktstandar m/1987
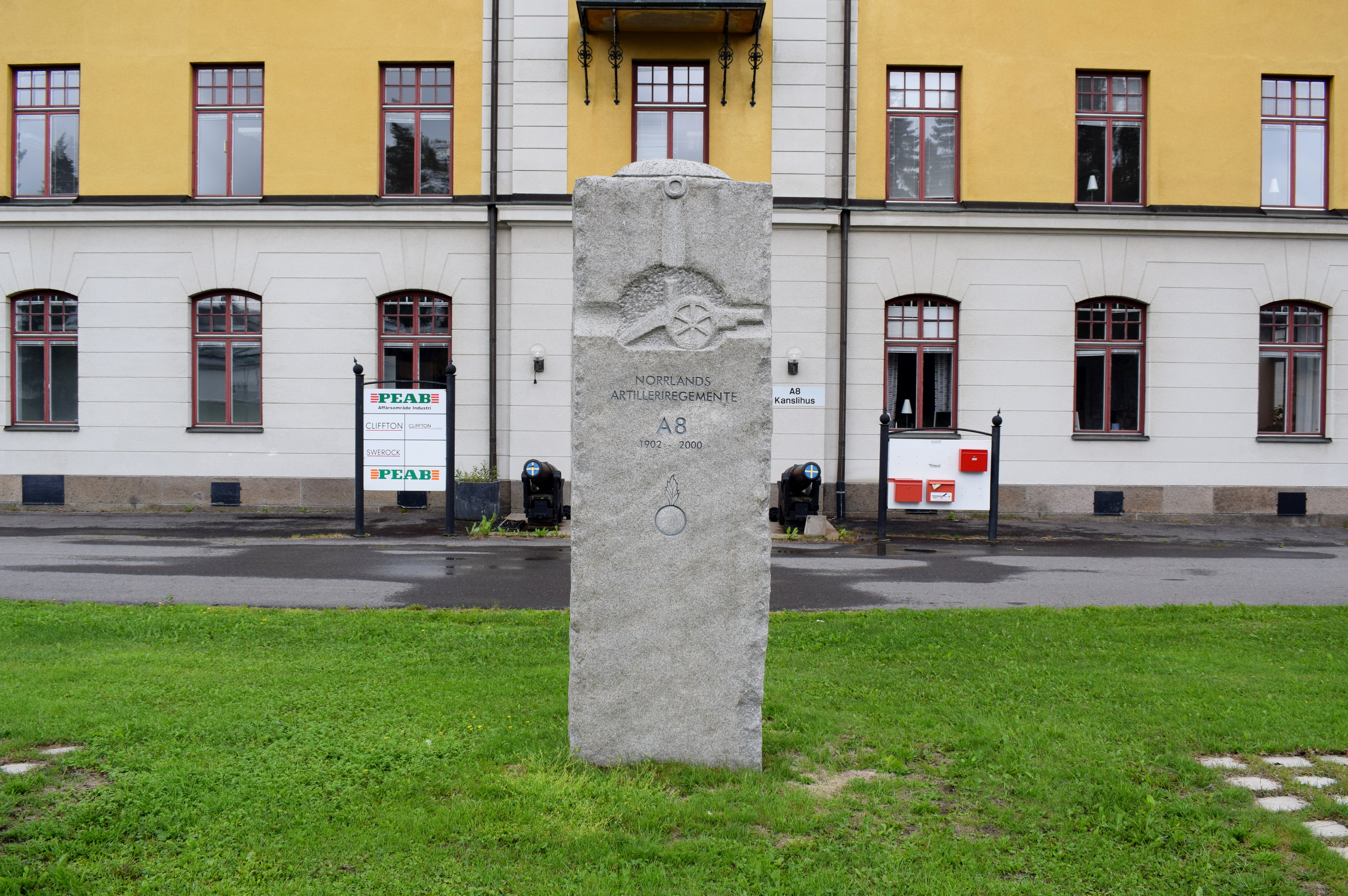
Regementets minnessten vid Åbergsleden.
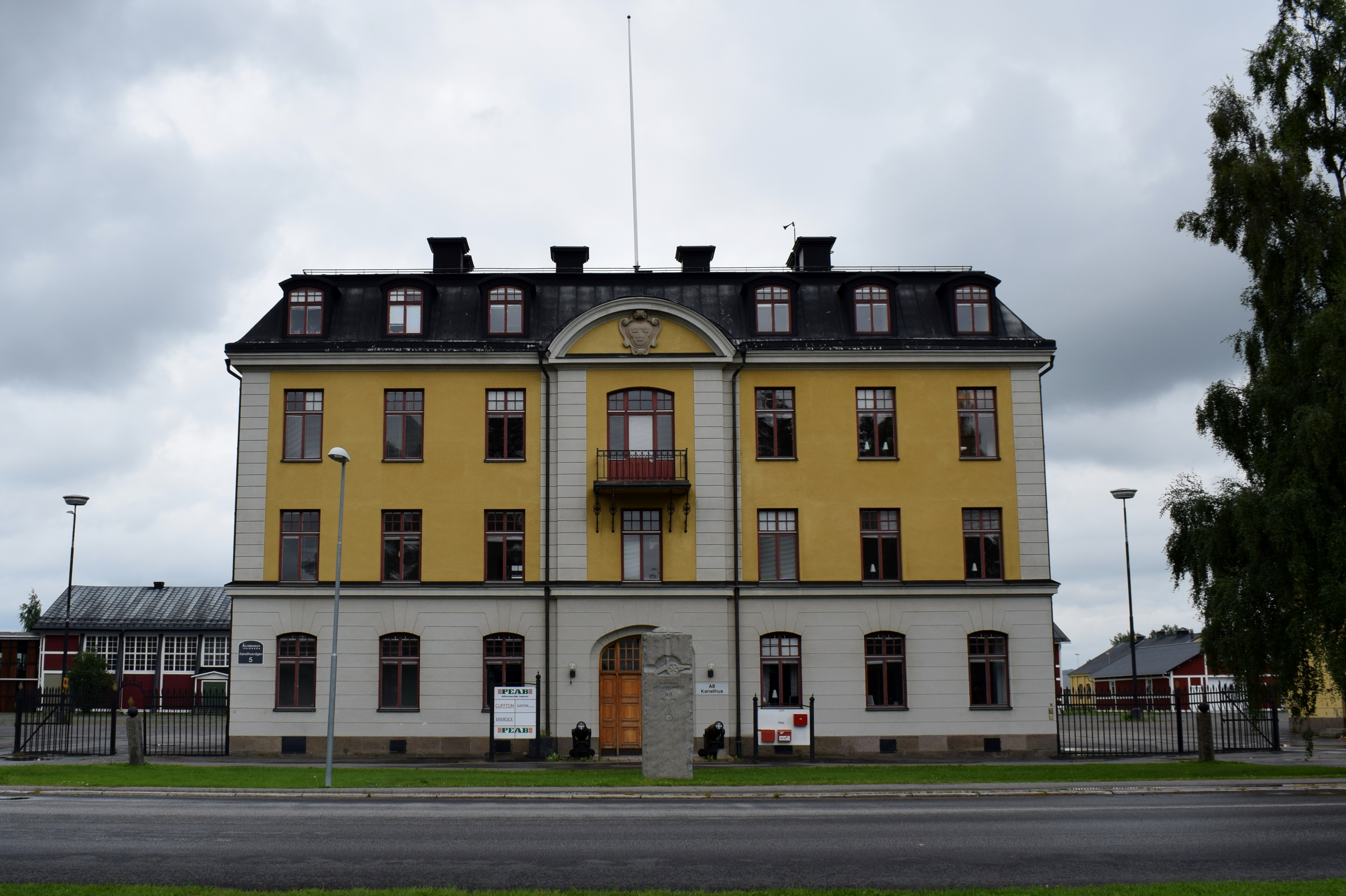
Regementets före detta kanslihus vid Åbergsleden.
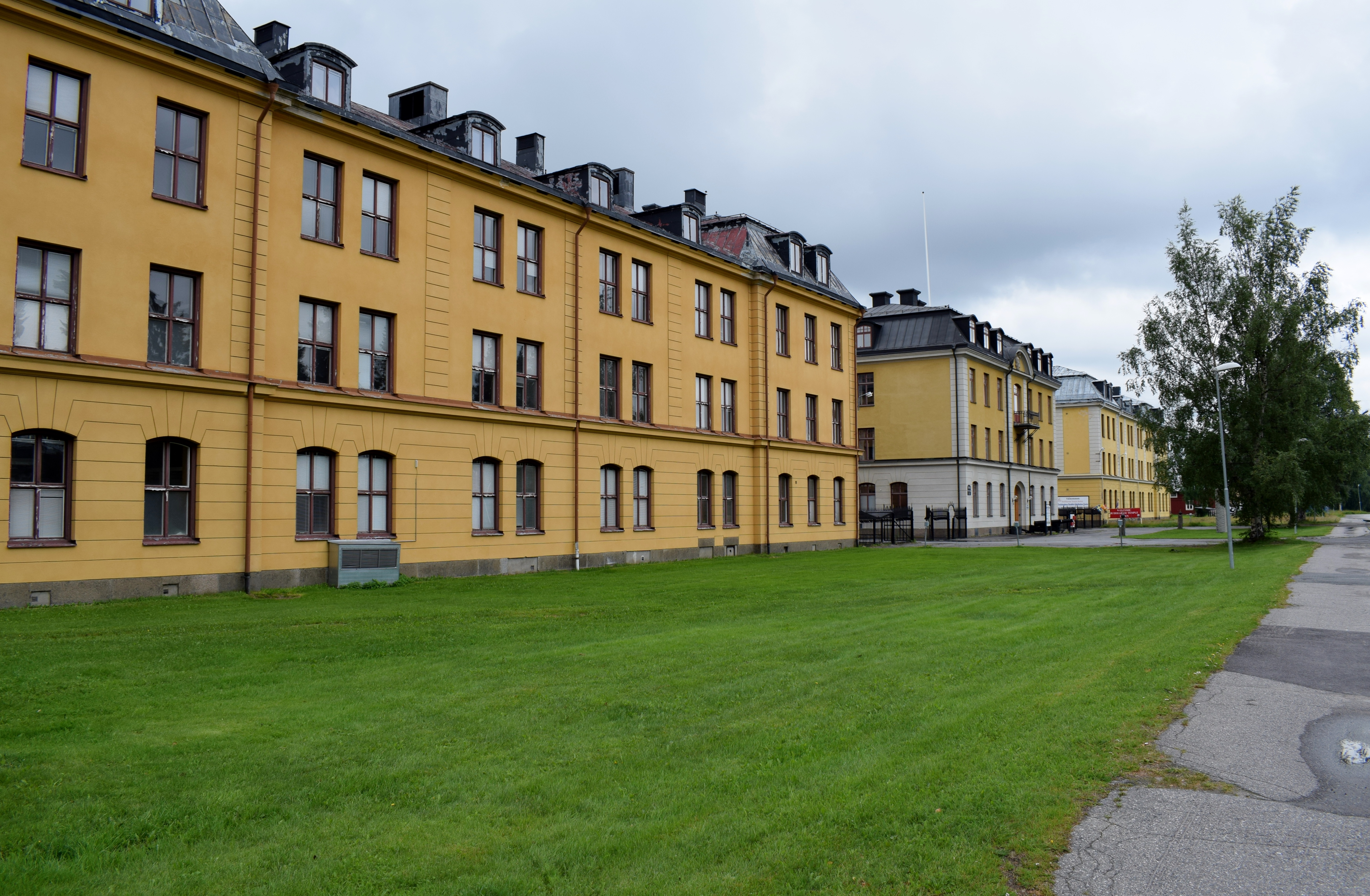
Före detta kanslihuset med två ursprungliga kasernerna vid Åbergsleden.
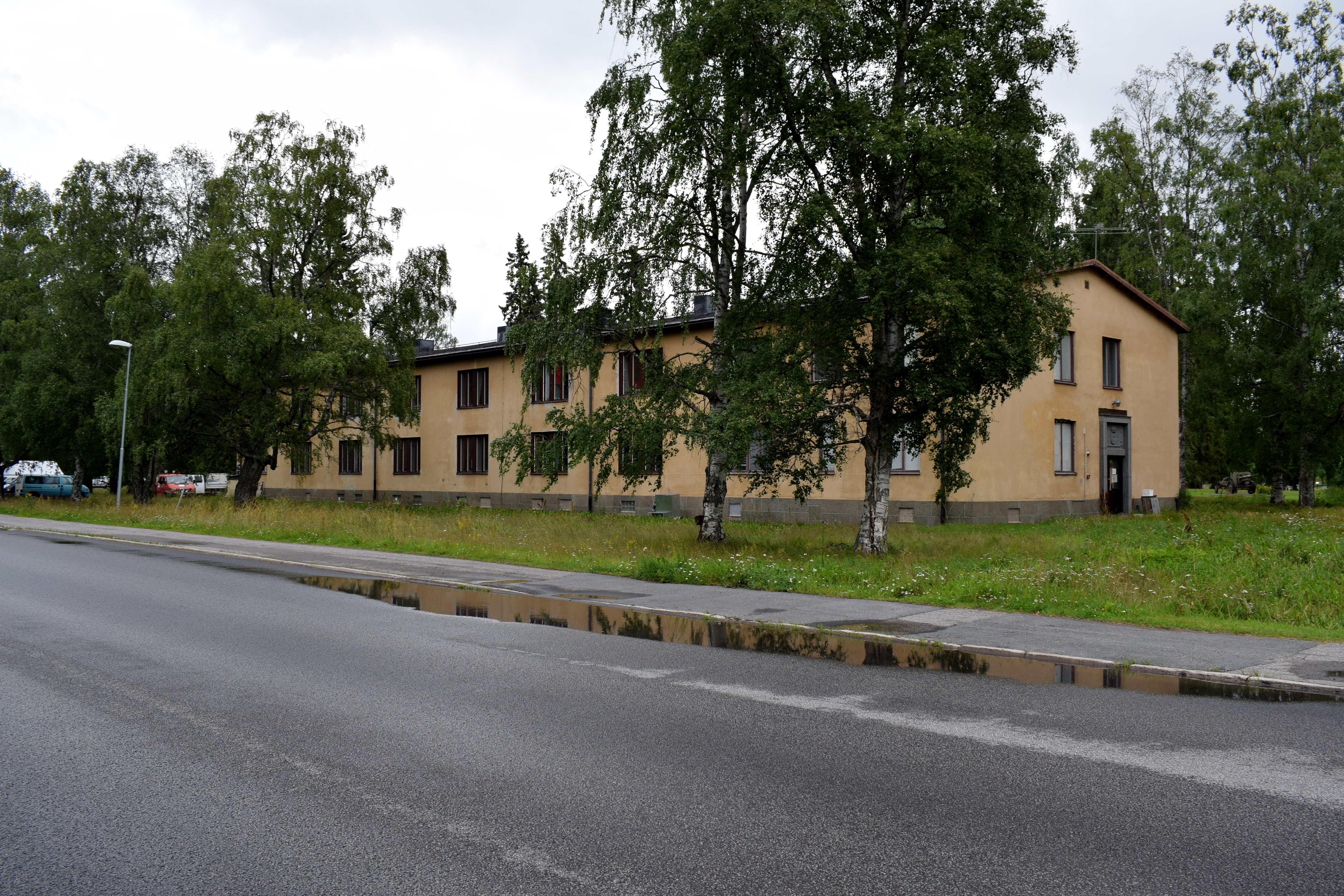
Före detta kasern från 1940 vid Åbergsleden.
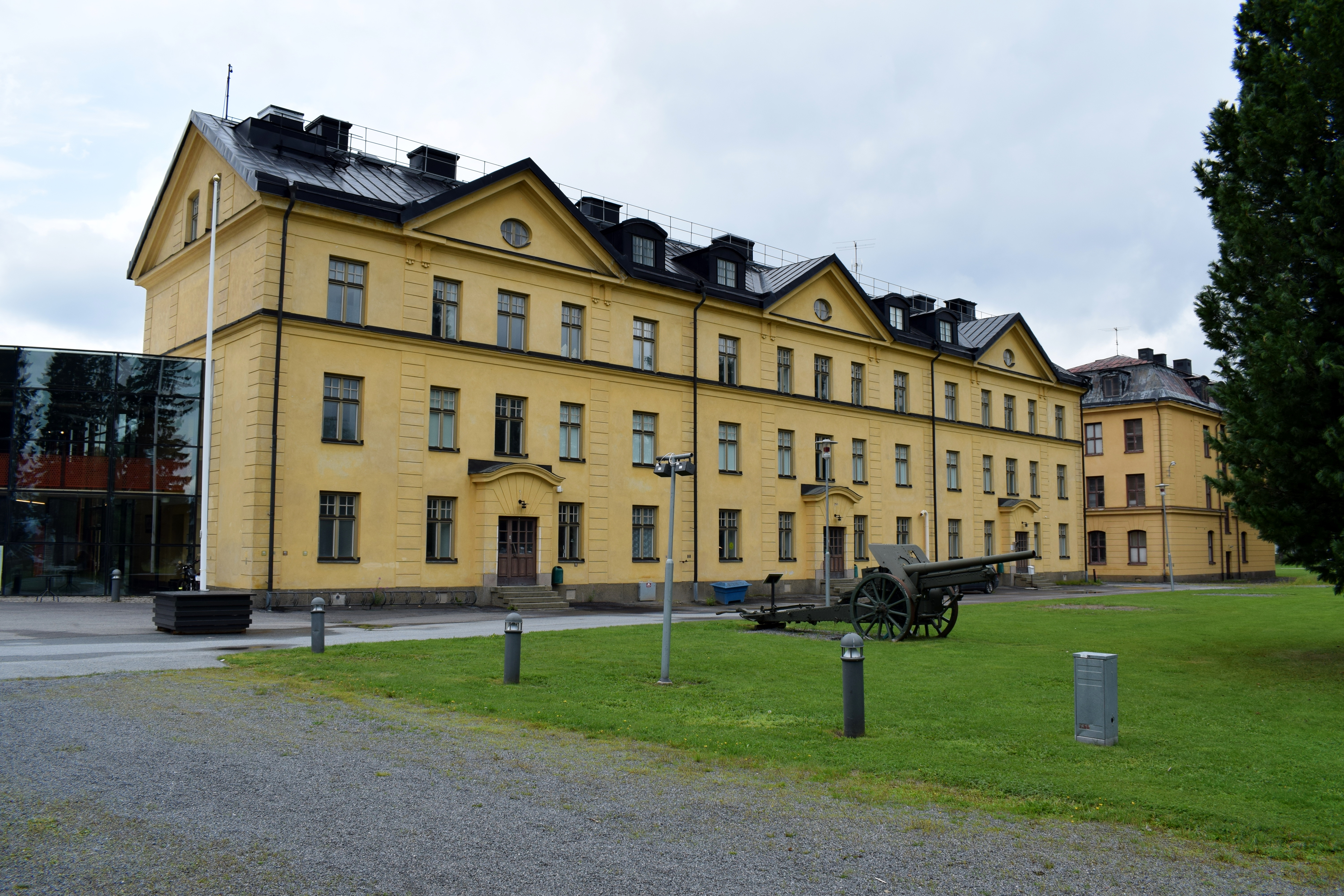
Före detta Befäls- och kadettkasern vid Åbergsleden.
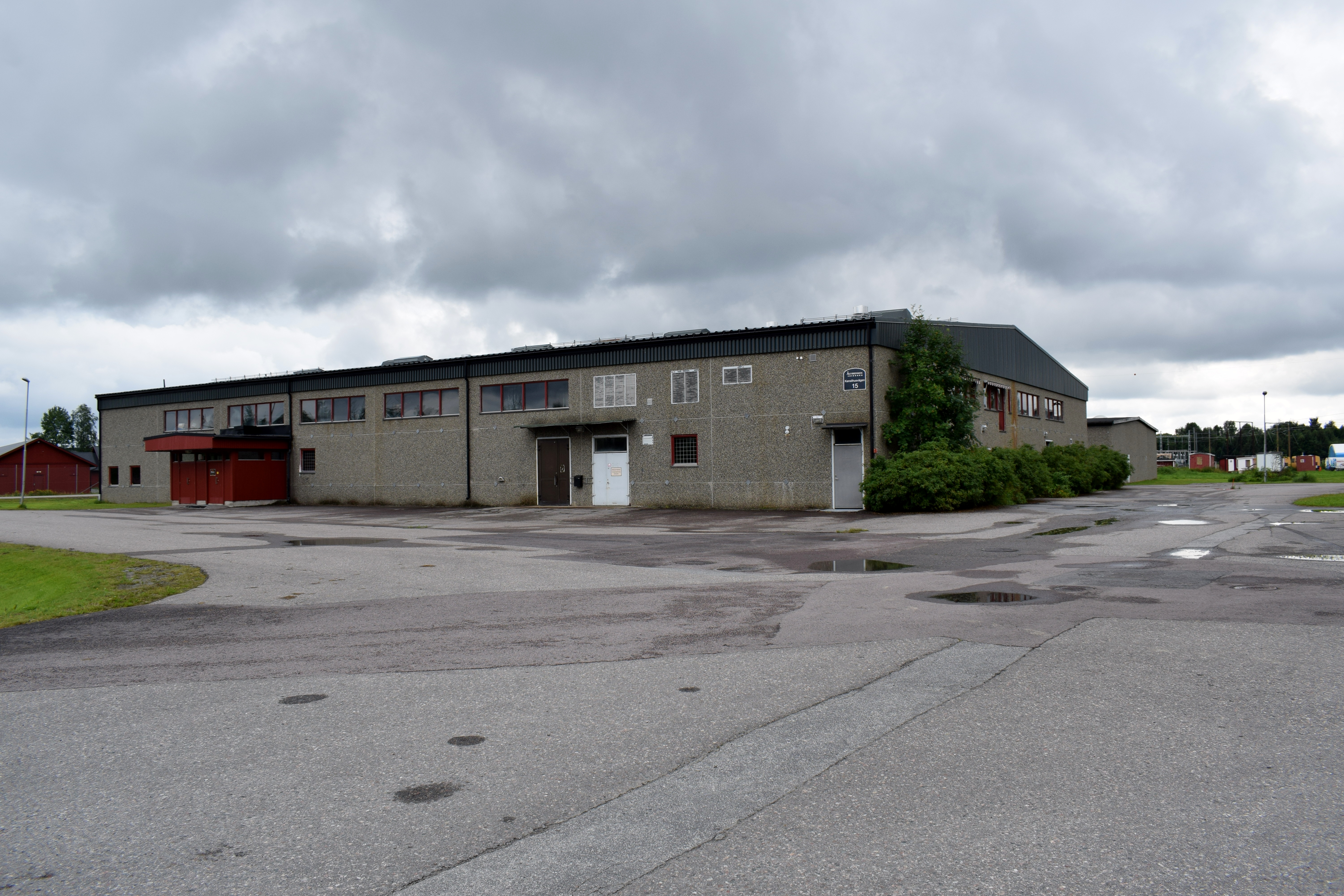
Före detta truppserviceförrådet vid Åbergsleden.
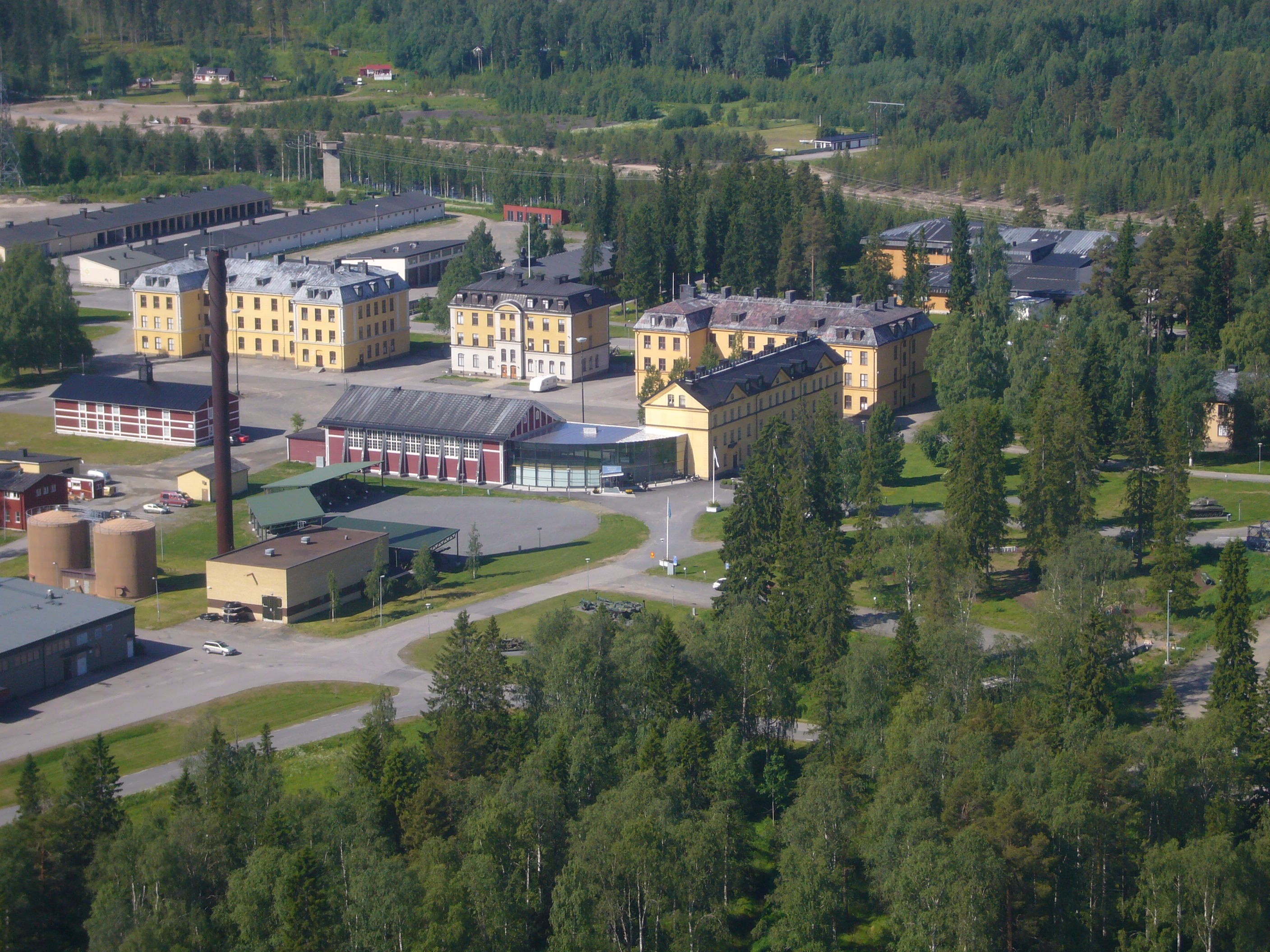
Vy över regementets före detta förläggning vid Åbergsleden.
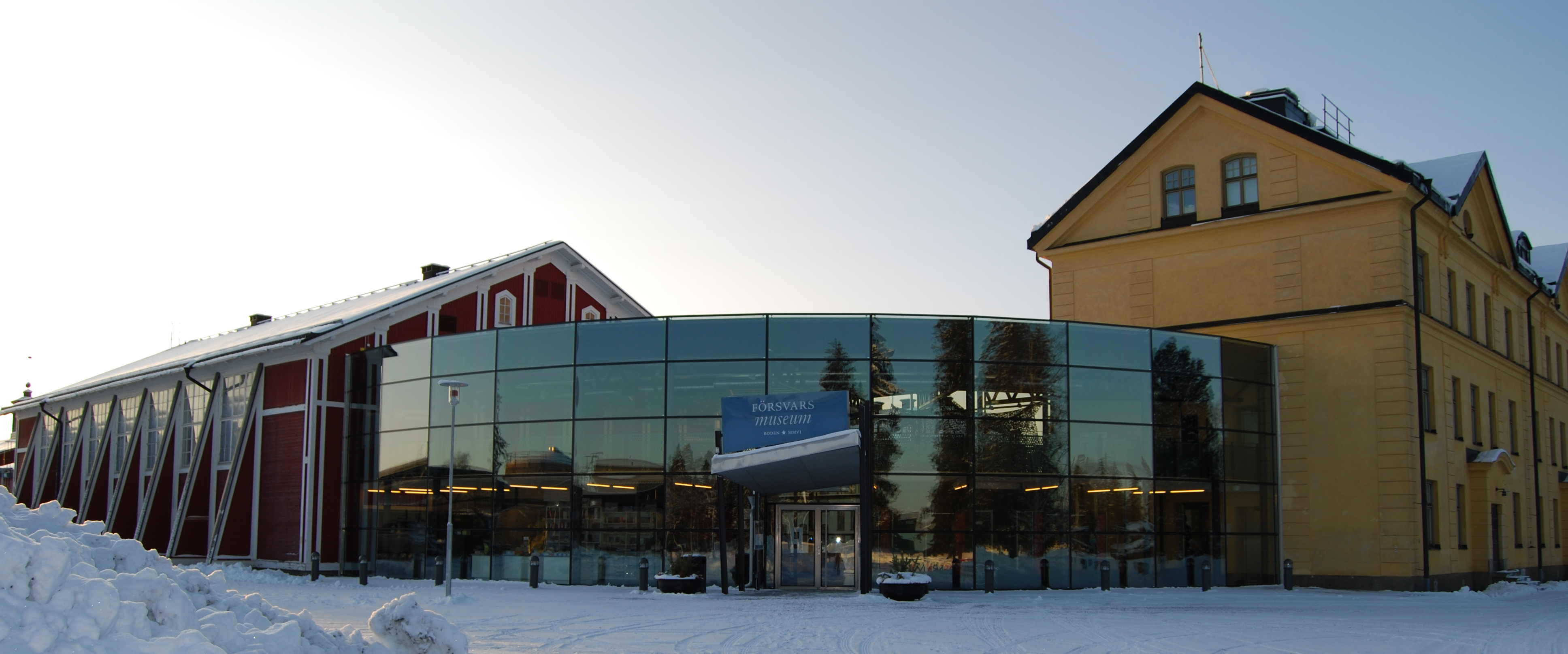
Regementets före detta idrottshall och kasern vid Åbergsleden. Sedan juni 2006 Försvarsmuseum Boden.